# La Orotava
La Orotava és un municipi de l'illa de Tenerife, a les illes Canàries. Ocupa bona part de la Vall de La Orotava, als marges del Teide. A la vall també s'hi troben Puerto de la Cruz i Los Realejos. Inclou els nuclis de La Perdoma, Barriada de San Antonio, Benijos, Barroso, La Florida, Pinolere,Aguamansa, el barri d'El Mayorazgo o El Ramal.

## Història

### Topònim
No se sap amb claredat d'on prové el nom de la població, però nombrosos historiadors sostenen que podria deure's a la situació d'aquesta en l'època dels guanxes, que anomenaven la zona Arautava o Arautápala. Altres afirmen que el nom prové de Taoro (que era com es denominava l'antic menceyat guanxe que ocupava gran part del Vall de La Orotava) però amb les lletres canviades i que el sufix "va" és per la mateixa Vall de La Orotava.

### Primers Pobladors
Els guanxes habitaven principalment en les zones costaneres i als voltants dels barrancs més grans i els vessants de la Vall. En aquests llocs trobaven fàcilment els aliments i mitjans per a la seva subsistència. A l'arribada dels conquistadors espanyols, com Alonso Fernández de Lugo, l'illa de Tenerife va resistir, defensant la seva manera de vida i llibertat. Aquesta va ser l'última de les Illes Canàries a ser conquistada (1496), després de nombrosos intents fallits durant prop d'un segle. La derrota dels guerrers del Menceyat de Taoro, últim bastió dels aborígens, va suposar la fi de la guerra, encara que continuessin lluitant alguns guanxes (els "alçats") en els llocs menys accessibles. La població original va sofrir una elevada mortandad, fruit de les malalties portades pels europeus sent aquesta el principal factor que va delmar la seva població. Uns altres van preferir llevar-se la vida davant la desaparició de la seva cultura, "desriscándose" (llançant-se al fons dels barrancs) abans que convertir-se en esclaus. Alguns van ser enviats com esclaus a les corts europees i la resta que va poder sobreviure es van anar barrejant amb els nous pobladors (castellans, andalusos, genoveses, portuguesos i francesos principalment).

### Època Moderna
La Orotava va obtenir del rei Felip IV el títol de "Vila exenta" el 28 de novembre de 1648 amb alcalde propi, ja que fins a aquesta data depenia de La Llacuna. Actualment La Orotava ostenta el títol de "Molt Noble i Lleial Vila".

## Demografia
La Orotava és el sisè municipi més poblat de l'illa i de la província de Tenerife. Té una densitat de població de 199 hab./km².
| Variació demogràfica de La Orotava | Variació demogràfica de La Orotava | Variació demogràfica de La Orotava | Variació demogràfica de La Orotava | Variació demogràfica de La Orotava | Variació demogràfica de La Orotava | Variació demogràfica de La Orotava | Variació demogràfica de La Orotava | Variació demogràfica de La Orotava |
| 1768                               | 1787                               | 1842                               | 1857                               | 1860                               | 1877                               | 1887                               | 1897                               | 1900                               |
| ---------------------------------- | ---------------------------------- | ---------------------------------- | ---------------------------------- | ---------------------------------- | ---------------------------------- | ---------------------------------- | ---------------------------------- | ---------------------------------- |
| 5.917                              | 6.046                              | 8.315                              | 7.224                              | 7.524                              | 8.393                              | 9.013                              | 8.892                              | 9.201                              |
| 1910                               | 1920                               | 1930                               | 1940                               | 1950                               | 1960                               | 1970                               | 1981                               | 1986                               |
| 11.465                             | 12.907                             | 14.488                             | 17.906                             | 20.487                             | 23.196                             | 26.947                             | 31.520                             | 35.362                             |
| 1987                               | 1988                               | 1989                               | 1990                               | 1991                               | 1992                               | 1993                               | 1994                               | 1995                               |
| 35.528                             | 36.015                             | 36.275                             | 36.581                             | 35.142                             | 35.303                             | 35.723                             | 36.042                             | 36.189                             |
| 1996                               | 1997                               | 1998                               | 1999                               | 2000                               | 2001                               | 2002                               | 2003                               | 2004                               |
| 35.642                             | -                                  | 35.775                             | 35.775                             | 38.348                             | 38.670                             | 39.095                             | 39.876                             | 39.909                             |
| 2005                               | 2006                               | 2007                               | 2008                               | 2009                               | 2010                               | 2011                               | 2012                               | 2013                               |
| 40.355                             | 40.644                             | 40.644                             | 40.945                             | 41.171                             | 41.427                             | 41.706                             | 41.726                             | 41.255                             |
| 2014                               | 2015                               | 2016                               | 2017                               | 2018                               | 2019                               | 2020                               | 2021                               | 2022                               |
| 41.179                             | -                                  | -                                  | -                                  | -                                  | -                                  | -                                  | -                                  | -                                  |

### Nuclis de població
| Entitat singular             | Habitants |
| ---------------------------- | --------- |
| Aguamansa                    | 1.153     |
| Las Arenas                   | 726       |
| El Bebedero                  | 1.006     |
| Benijos                      | 1.625     |
| Las Candías                  | 542       |
| Las Cañadas del Teide        | 3         |
| Chasna                       | 923       |
| Las Cuevas                   | 875       |
| Dehesa Alta                  | 1.909     |
| Dehesa Baja                  | 40        |
| El Durazno                   | 320       |
| La Florida                   | 1.337     |
| Los Frontones                | 825       |
| Los Gómez                    | 681       |
| Hacienda Perdida             | 1.086     |
| La Luz                       | 1.176     |
| La Marzaga                   | 216       |
| Montijos                     | 277       |
| La Orotava (cap de municipi) | 17.582    |
| La Perdoma                   | 5.073     |
| Pino Alto                    | 285       |
| Pinoleris                    | 641       |
| Los Rechazos                 | 149       |
| El Rincón                    | 199       |
| San Antonio                  | 1.768     |
| San Jerónimo                 | 1         |
| San Miguel                   | 455       |
| El Sauce                     | 382       |
| TOTAL                        | 41.255    |

## Administració
| Període      | Nom de l'alcalde/-essa   | Partit polític | Data de possessió |
| ------------ | ------------------------ | -------------- | ----------------- |
| 1979 - 1983  | Francisco Sánchez        | (AIO)          | 19/04/1979        |
| 1983 - 1987  | Isaac Valencia Domínguez | (AIO)          | 28/05/1983        |
| 1987 - 1991  | Isaac Valencia Domínguez | (ATI)          | 30/06/1987        |
| 1991 - 1995  | Isaac Valencia Domínguez | (ATI)          | 15/06/1991        |
| 1995 - 1999  | Isaac Valencia Domínguez | (ATI)          | 17/06/1995        |
| 1999 - 2003  | Isaac Valencia Domínguez | (CC)           | 03/07/1999        |
| 2003 - 2007  | Isaac Valencia Domínguez | (CC)           | 14/06/2003        |
| 2007 - 2011  | Isaac Valencia Domínguez | (CC)           | 16/06/2007        |
| 2011 - 2015  | n/d                      | n/d            | 11/06/2011        |
| 2015 - 2019  | n/d                      | n/d            | 13/06/2015        |
| 2019 - 2023  | n/d                      | n/d            | 15/06/2019        |
| Des del 2023 | n/d                      | n/d            | 17/06/2023        |

## Edificis d'interès
La Orotava té un gran nombre d'edificis de gran valor com a patrimoni cultural, la majoria concentrats al nucli antic de la població.

### Edificis religiosos
- Església de la Concepció (Monument Nacional). L'edifici va ser construït a la segona meitat del segle xviii.
- Parròquia de Sant Joan Baptista. A la Villa de Arriba. El 1681 es va segregar com a parròquia.
- Hospital de la Santíssima Trinitat i Església de Sant Francesc.
- Parròquia de Santo Domingo de Guzmán i exconvent de San Benet. En l'actualitat, el convent és seu del Museu d'Artesania Hispanoamericana de Tenerife (MAIT).
- Parròquia de San Isidre Llaurador (El Calvari), dissenyada per Mariano Estanga el 1917 (substituint una església anterior del segle XVII)
- Església Sant Agustí i exconvent de Nostra Senyora de Gràcia (actualment seu de la Casa de Cultura).
- Església de la Candelaria del Lomo
- Ermita de Santa Catalina, del segle XVI
- Ermita de Nostra Senyora del Carme, del segle XVI
- Ermita de Sant Felip
- Ermita de la Pietat
- Ermita de la Immaculada Concepció de la Medalla Miraculosa
- Capella de Maria Auxiliadora (Pares Salesianos)
- Cementiri de La Orotava

### Altres edificis
- La Casa dels Balcons o de Fonseca.
- Cases senyorials com les de Lercaro, Zárate-Machado, Mesa, Monteverde, Ponte i Franchy, repartides pel nucli històric.
- Ruta dels Molins. La Orotava disposava d'una xarxa de molins d'aigua formada per séquies de fusta elevades i arcs de pedra i argamassa. La caiguda de l'aigua els feia funcionar, aprofitant la inclinació del vessant on se situa la Vall. En aquests molins es molien els cereals per fer el gofio. La població va arribar a tenir trenta molins, dels quals se'n conserven deu, i només tres estan en funcionament, utilitzant tecnologies modernes.
- Casa de Torrehermosa.
- Ajuntament (Palau municipal).
- Liceu de Taoro (antic Falansteri de Taoro).
- Col·legi San Isidro. Fundat per Don Nicandro González i Borges, regentat pels pares salesians
- Jardins del marquesat de la Quinta Roja o Victoria. Van ser dissenyats per acollir el panteó de Diego de Ponte, Marquès de la Quinta Roja, reconegut maçó de la Gran Lògia Taoro. La seva mare, Sebastiana de Castillo, en va encarregar la construcció com a resposta a la negativa a donar-li un enterrament en el cementiri local, per la seva condició de maçó (encara que finalment se'n va donar permís, per la qual cosa el monument està buit de restes). Són uns jardins escalonats, construïts aprofitant el pendent. Una munió de camins els travessen ascendint per les diferents terrasses. El dibuix que tracen aquests camins és la representació dels canals energètics, inclosos els anomenats centres energètics o txacres, propis de la cultura oriental i assumits per la maçoneria. El mausoleu va ser dissenyat i construït a França per l'artista  neoclàssic Adolphe Coquet.

## Galeria d'imatges

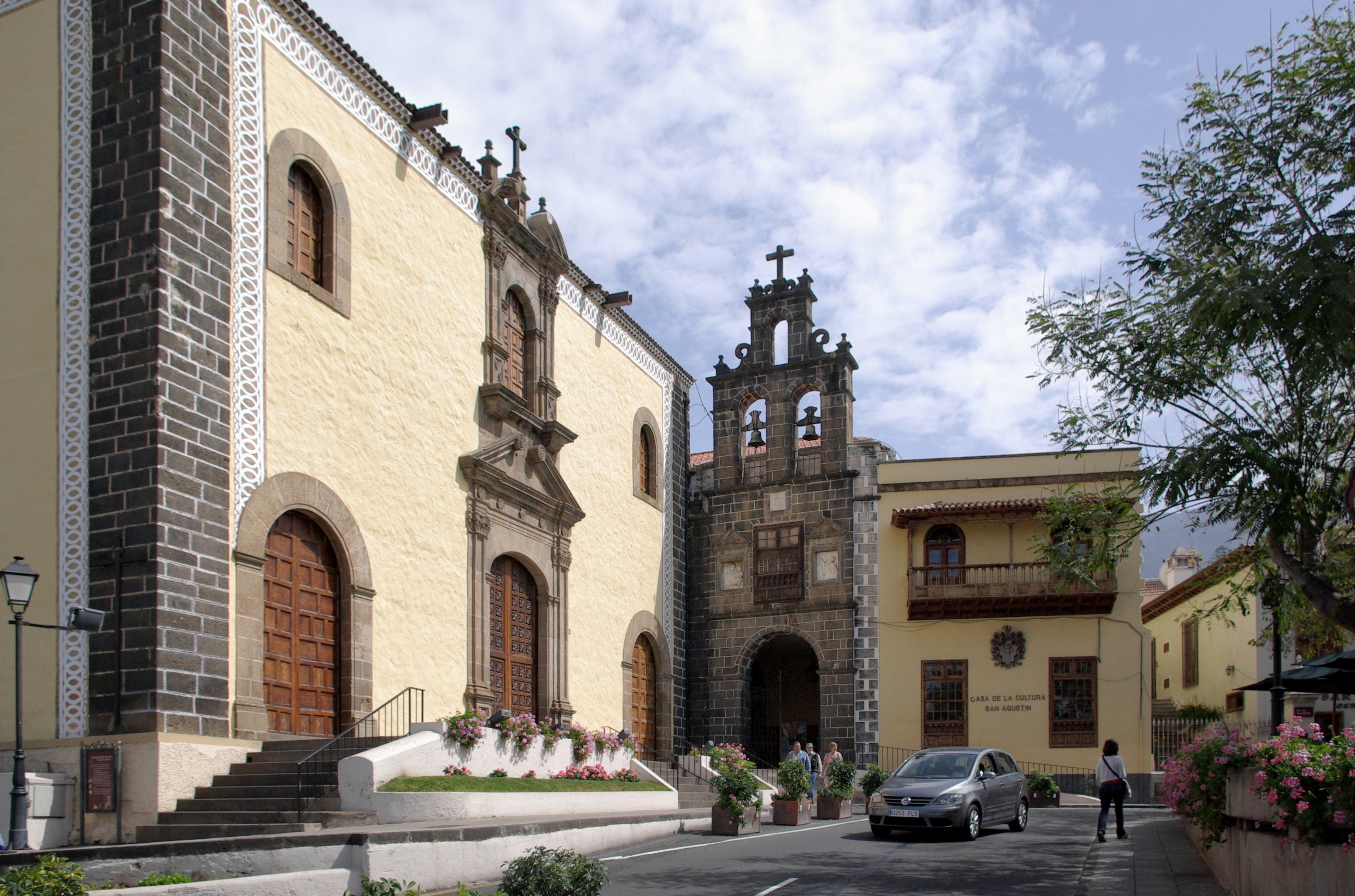
Església de Sant Agustí
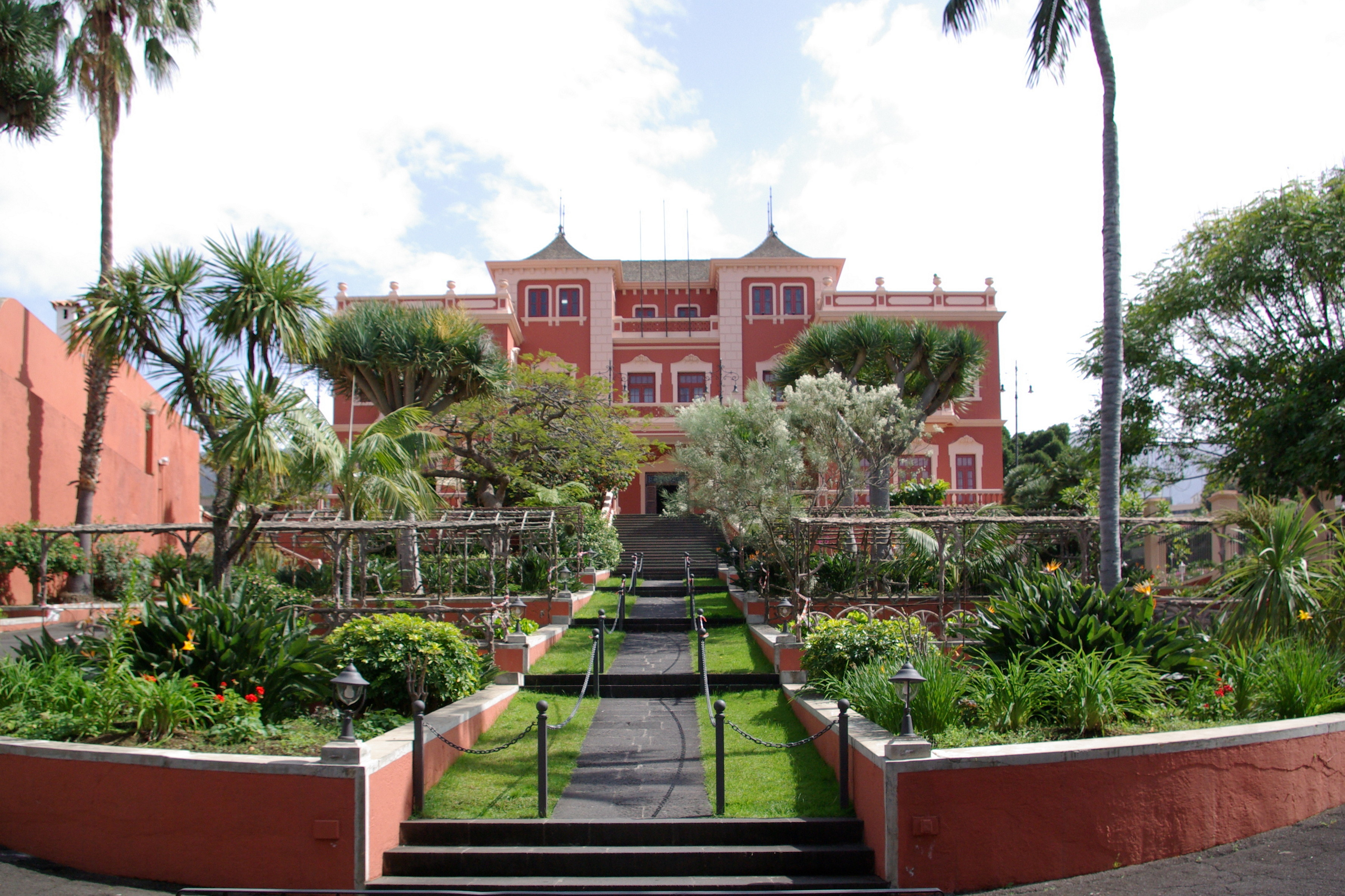
Liceu de Taoro
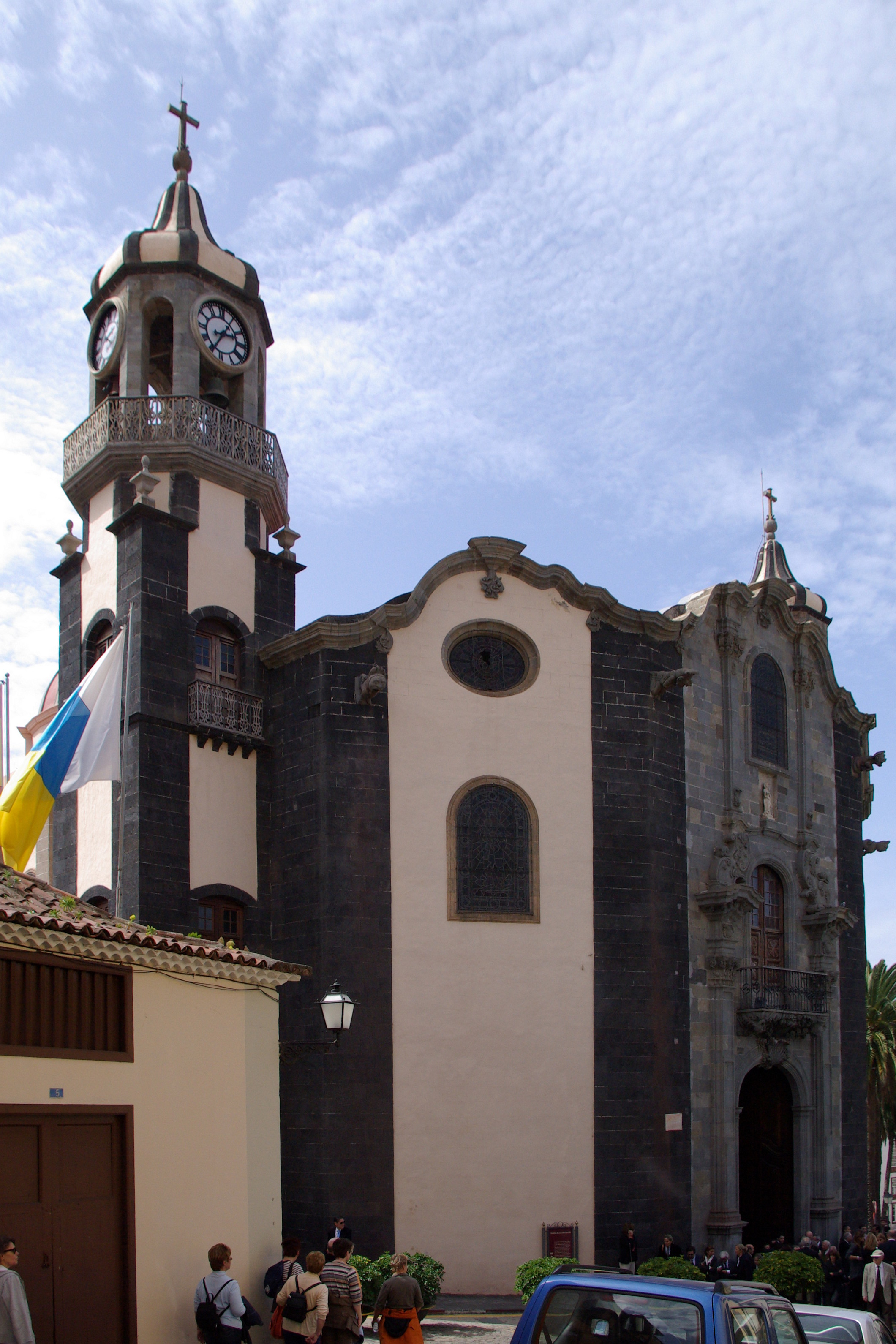
Església de la Concepció
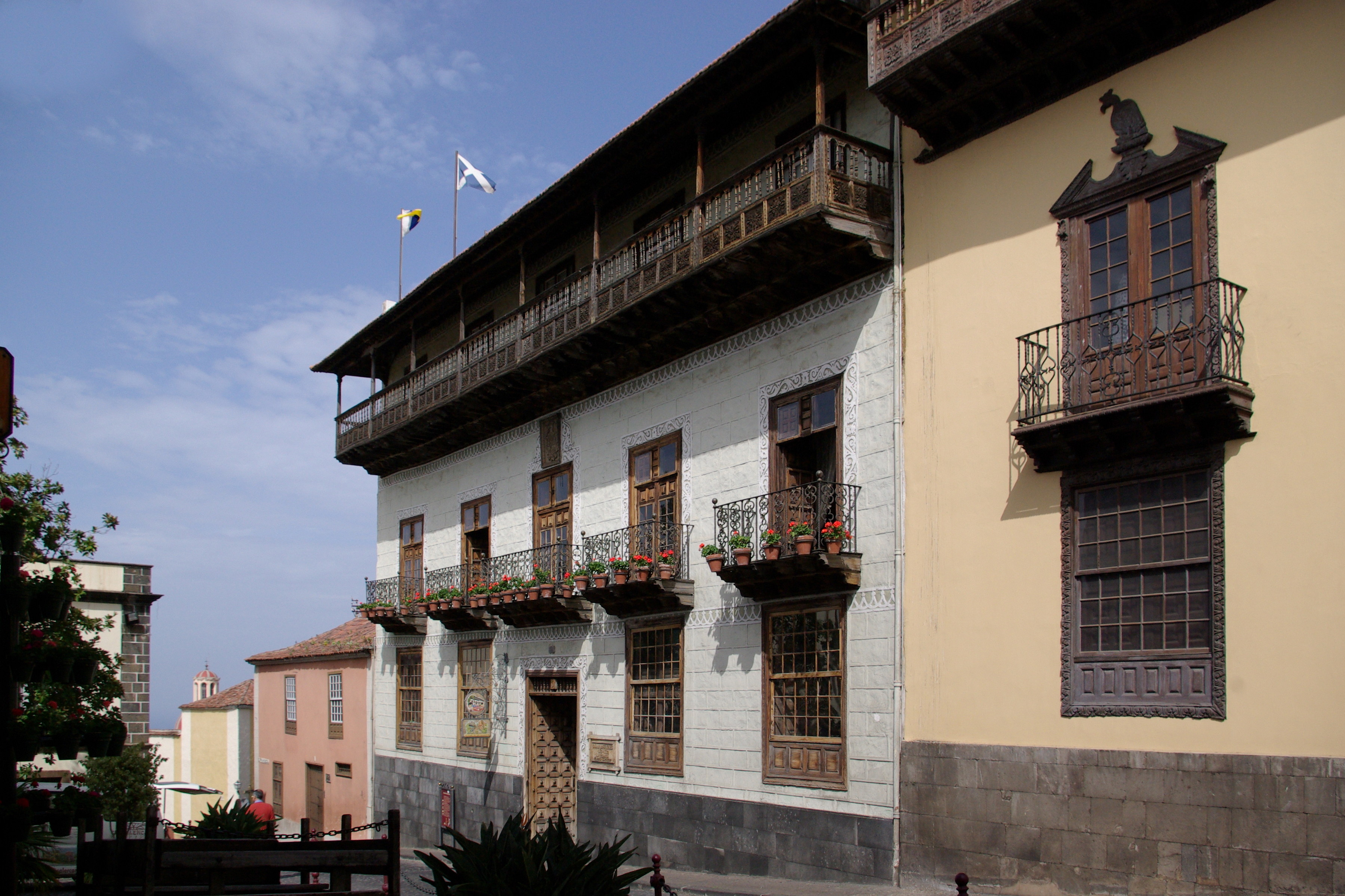
Casa dels Balcones
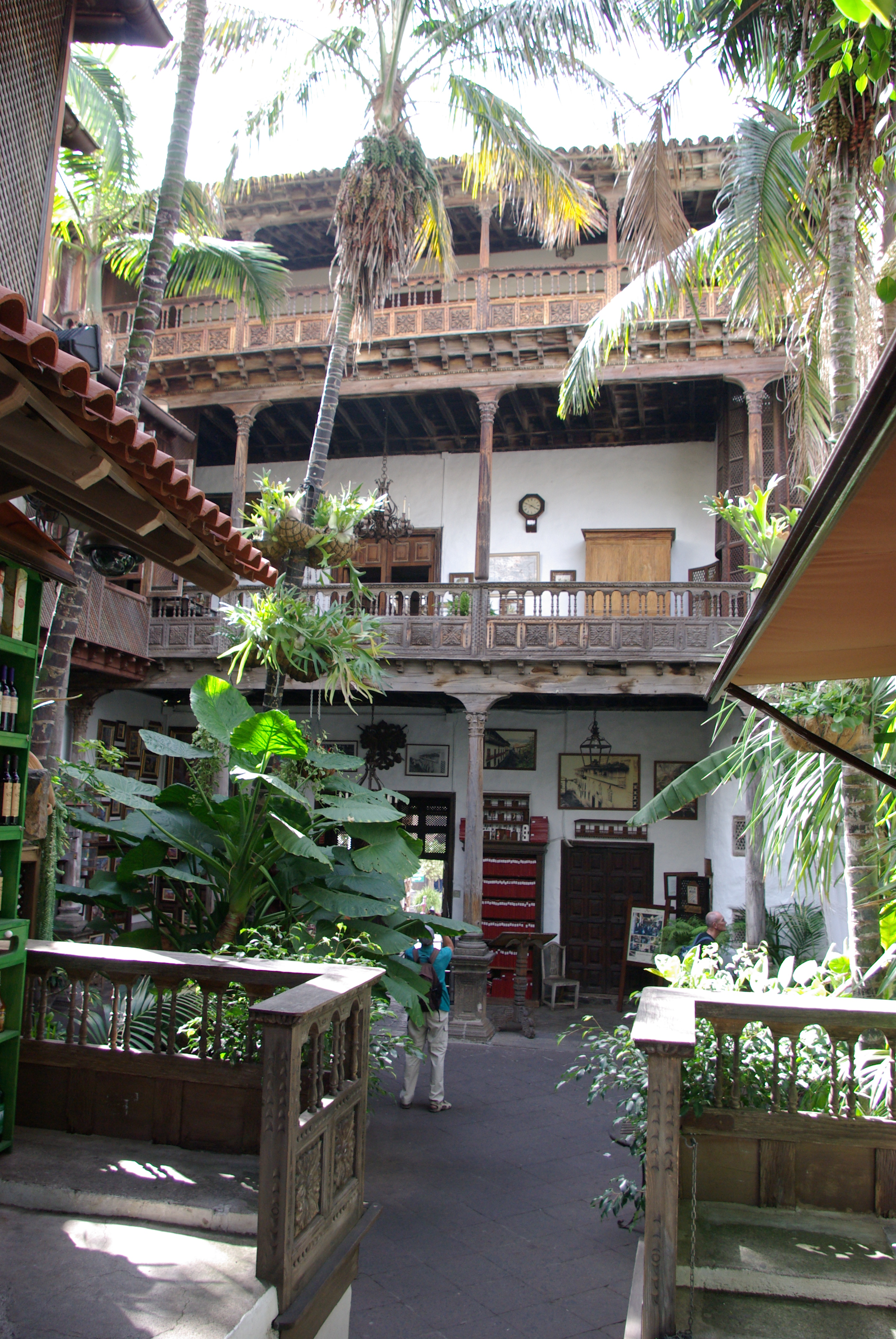
Casa dels Balcones, Pati
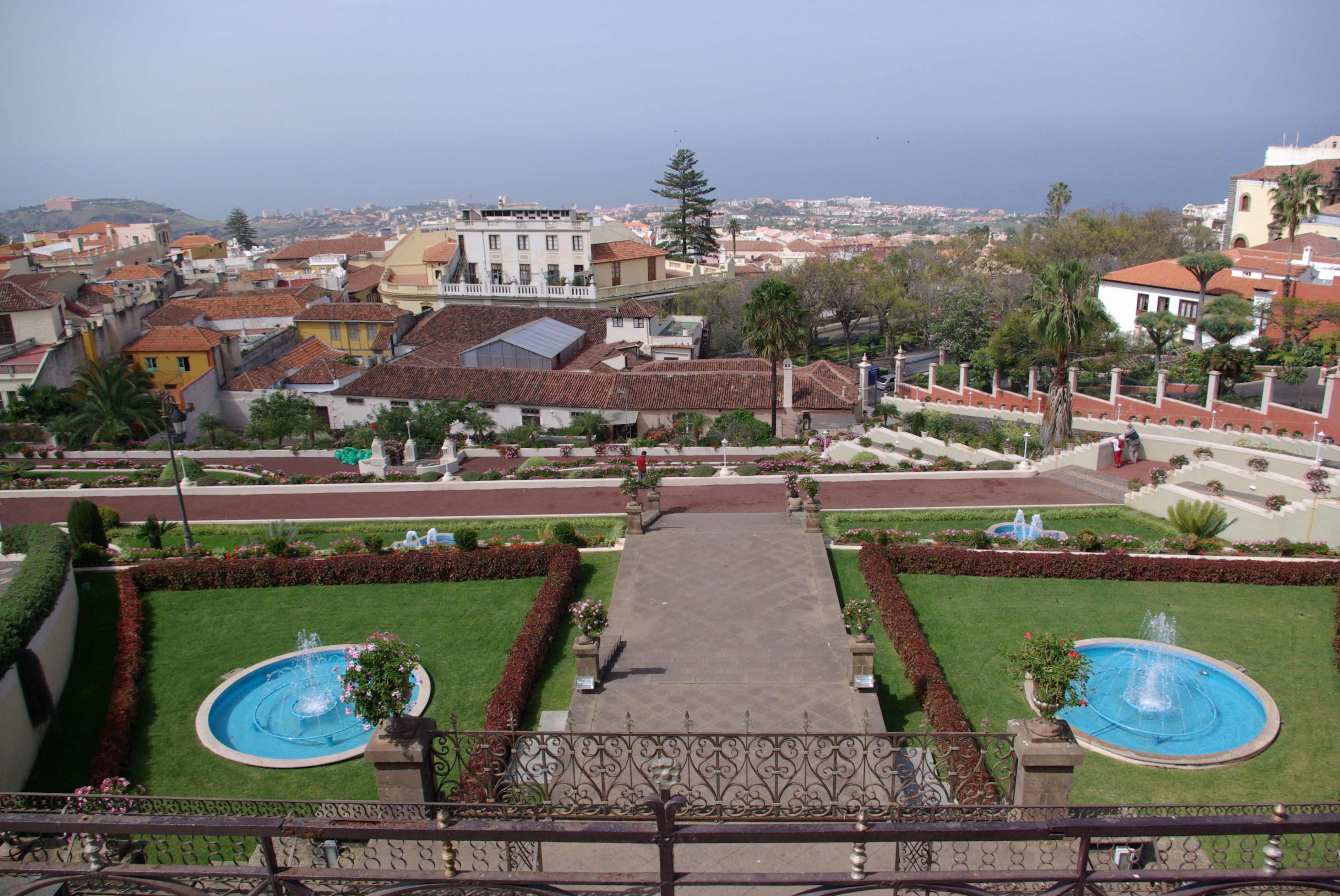
Jardins Marquesat de la Quinta Roja
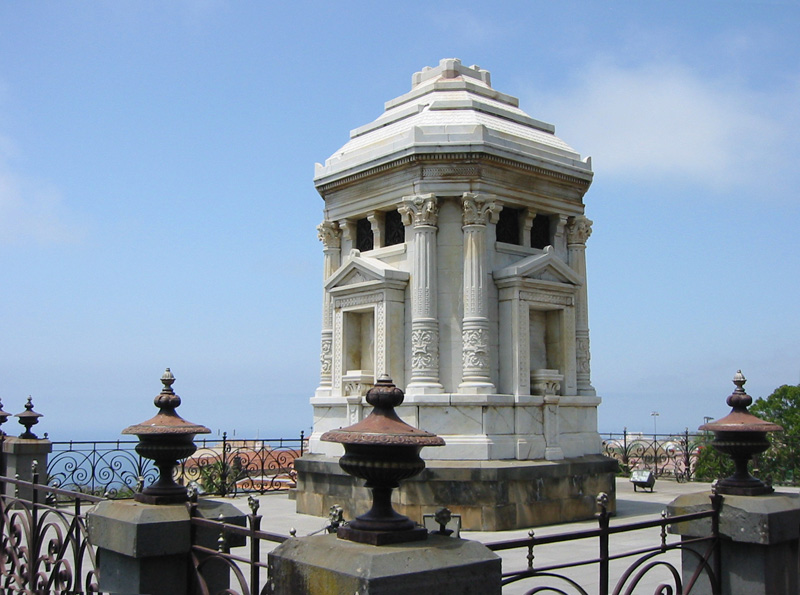
Mausoleu Jardins Marquesat de la Quinta Roja
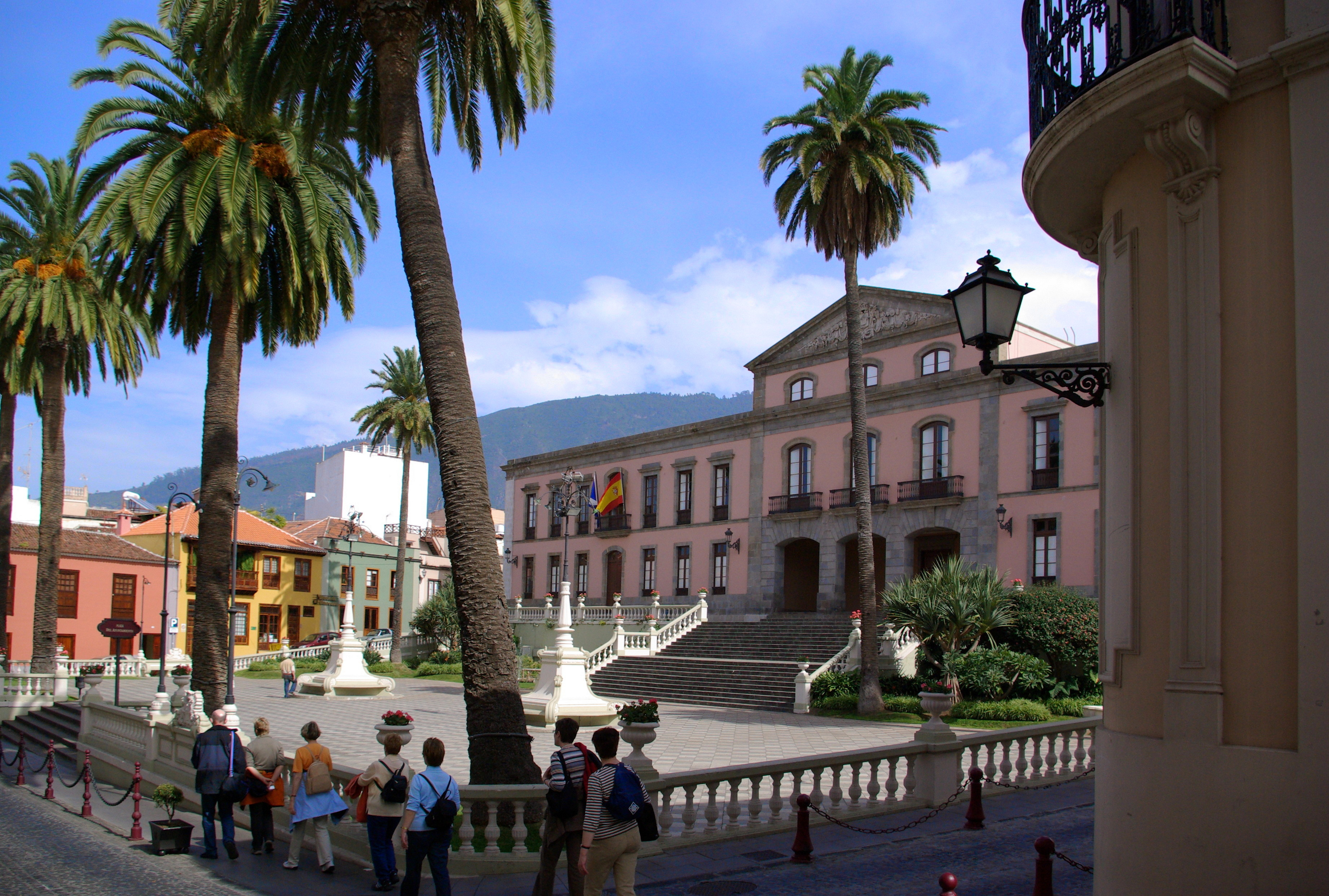
Plaça de l'Ajuntament

## Festes del Corpus i Sant Isidre Llaurador
Celebrades a finals de maig o al mes de juny, de dijous a diumenge, depenent de la data de celebració del  Corpus. Els esdeveniments principals són els següents: 
- Dijous: 'Tapices y alfombras'. El dijous següent al diumenge de Corpus, és a dir en el seu infraoctava (antigament se celebrava el dijous següent al dijous de Corpus, és a dir, en la seva vuitena), es confeccionen catifes de flors als carrers del nucli antic que mostren escenes religioses i motius ornamentals. També es pot admirar, a la plaça de l'ajuntament, una gran catifa feta amb terra i sorra procedent de les  Cañadas del Teide. Aquesta catifa cobreix la plaça sencera i triga a confeccionar tot un mes (actualment ostenta el record guiness de tapissos de terra en el món). A la nit, una processó transcorre pel recorregut marcat per les catifes florals i acaba a la plaça de l'ajuntament amb un acte religiós.
- Divendres: 'Ball de Mags'. Ball tradicional celebrat als carrers i places del poble, en el qual tots els participants vesteixen el  vestit típic de La Orotava o vestit de "mag".
- Diumenge: 'Romeria de  Sant Isidre Llaurador'. Processó festiva i tradicional del sant patró de La Orotava.

Altres esdeveniments que tenen lloc durant aquestes festes són La pujada del sant o romería chica i la benedicció del bestiar.

## Personatges il·lustres
- Manuel Monteverde y Bethencourt